# Raymundo Augusto de Castro Moniz de Aragão
Raymundo Augusto de Castro Moniz de Aragão (Rio de Janeiro, 27 de maio de 1912 — 8 de dezembro de 2001) foi um médico, professor universitário e político brasileiro.
Foi ministro da Educação no governo Castelo Branco, de 30 de junho a 4 de outubro de 1966.
Foi eleito membro da Academia Nacional de Medicina em 1963, ocupando a Cadeira 89, da qual João Moniz Barreto de Aragão é o patrono.